# オフィスキイワード
株式会社オフィスキイワードは、大阪府大阪市北区天神橋二丁目に本社を置く日本の芸能事務所である。上田彰が社長を務める。

## 概要
- ラジオパーソナリティやDJ、MCなどタレントが在籍。結婚披露宴の司会者派遣も行っている。
- 東京都港区芝五丁目に東京事務所を開設している。

## 所属タレント一覧

### 男性
| - アレックス林 - 伊藤さとる - 上田彰（社長） - 上野高明 - 上野智広（元文化放送） - 上村悠 - 江間丈 - 大内康弘 - 奥井英次 - オスマン・サンコン - 川田一輝 - 神戸佑輔 - 楠淳生（元朝日放送） - 小崎正義 - 小谷大輔 - 近藤祐司 | - 三遊亭楽生（業務提携） - 嶋浩一 - 鈴木ダイ - スパイシー八木 - 高塚哲広 - 田丸一男 - なおき - 中尾晃久 - 中西則善 - 長田和彦 - 長江健次（業務提携） - 西田新 | - 福士幹朗 - 前田勝久（気象予報士） - 三田村明彦 - 矢野明仁 - 山下康之 - 柚木伸介 - 楊枝秀基 - 吉田ジョージ（気象予報士） - 吉田智大 - 渡部宏 |

### 女性

#### あ行
| - 東真由美（元NHK高知→NHK松山） - 新井なみ - 安西仁美（元FM三重） - 安西美幸 - 安陵真理子 - いがらしあみ - 五十嵐志保（東京所属） - 池田清子（東京所属） - 石井あつ子（東京所属） - 石崎真理（東京所属） - 石角充子 - 石原早百合 | - 和泉夏子 - 市川いずみ（元山口朝日放送） - 稲垣飛鳥 - 伊藤香（東京所属、元NHK松江／気象予報士） - 伊藤みく - 今達一九子 - 井本ゆうこ - 上釜ゆき子 - 植田奈津子 - 植田実穂 - 植野恵美子 - 宇田満里子 | - 梅田みさと（東京所属） - 梅山茜 - 裏野さやか（元奈良テレビ放送） - 大岩かおり（東京所属） - 大岩優子 - 大上すずよ（元テレビ和歌山） - 大隅優子 - 大西由梨（元エフエム高知） - 大村絵美（東京所属、元南日本放送ほか） - 尾川直子（東京所属、元熊本放送） - 奥窪峰子（元NHK神戸） - 奥村麻衣子（元NHK神戸） - 小田桐奈緒美 - 尾道ケイ |

#### か行
| - 開高明日香 - 鍵和田昌子 - かのうゆりこ - 川岸ゆか（eo光チャンネルで放送中の「銀シャリ橋本の○○WORLD」二代目アシスタント。初代アシスタントで2024年8月に死去した山本の後任として主に竹村不在時にアシスタントを担当。） - 川畑亜紀（元K-MIX） - 河原祥子（元テレビ高知→山陽放送） | - 河村由美（東京所属） - 神戸康子（東京所属） - 岸本尚実（元日本海テレビ→北海道放送） - 北島美穂（東京所属、元中京テレビ→NHK徳島） - 木村恵子 | - 木村泰子 - 久保恵佳（元NHK甲府→福島中央テレビ） - 栗本祐子（東京所属） - 後藤明子 - 小林万希子 - 小林佳果 |

#### さ行
| - 坂口かずみ - 坂本順子 - 笹倉千裕（東京所属、元NHK京都→NHK長崎） - 笹本晶花 | - 三瓶京子 - 繁田麻衣子 - 島崎鮎美 - 島田愛（東京所属、元高知さんさんテレビ） | - 下村委津子 - 菅濱小香 - すぎもとみさき - 添田尚子（元NHK大阪） - 十川裕未 |

#### た行
| - 高島裕子（東京所属） - 高田洋子（元NHK帯広→NHK津） - 高塚恵子（元福井テレビ） | - 高藤有沙（東京所属、元NHK旭川→NHK高松） - 高松陽子 - 滝田ひとみ - 竹中美彩（元北海道文化放送） - 竹村美緒（eo光チャンネルで放送中の「銀シャリ橋本の○○WORLD」二代目アシスタント。初代アシスタントで2024年8月に死去した山本の後任としてアシスタントを担当。J SPORTS STADIUMオリックス戦リポーター兼） - 田名部真理 - 玉川恵 | - 土屋明子 - 津村京子（東京所属） - 鶴渕さやか - 寺田有美子 - 土井結貴 - 富永麻里子（元鹿児島放送） - 豊田記子 |

#### な行
| - 中谷麻意 - 中橋舞 - 中村理佐 |

#### は行
| - 橋本のりこ（旧名：橋本紀子） - 橋本広美（元鹿児島放送） - 林里衣子 - 平尾美奈 - 平尾恵 - 廣川陽子 - 広瀬陽子 - 広見早苗（元KBS京都） - 福島有紀（元FM山陰） - 藤井未莉佳（元NHK熊本→奈良他） | - 藤沢礼子 - 藤田章子 - 藤村周子（元NHK大津契約） - 帆足由美（東京所属、元K-MIX→横浜エフエム放送） - 星野美恵子 - 堀田育未 |

#### ま行
| - 前田由紀子 - 真木ひろか（東京所属） - 巻本知美（東京所属） - 松岡絵梨子（東京所属、デジタルアーツ広報兼務。元テレビユー山形→ 広島テレビ） - 松尾美歌（東京所属、元静岡朝日テレビ） - 松田青華 - 松本純（元NHK奈良→NHK岡山） | - 丸朋子 - 萬谷宜子（東京所属、元K-MIX） - 南あずさ - 南かおり - 宮田玲奈（元鹿児島読売テレビ→西日本放送） - 都聖蓮（東京所属） | - 宮田まさみ - 本木香吏 - 森田恵奈 - 森本順子 |

#### や・ら行
| - 山口真奈（東京所属） - 湯浅円（東京所属） | - 吉川かの（東京所属） - 李寿栄 |

## 所属していた人物

### 男性
- 北原雅樹
- せいじろう
- 竹房敦司
- チャールズ・グラバー（東京所属）
- 橋本マサキ（俳協→ワイワイワイに移籍）
- 畑中フー
- 林哲也
- 三原徹司（気象予報士）
- 山口富士夫
- 渡辺一郎（元和歌山放送）

### 女性
- 池和歌子
- 大城蘭（東京所属、元琉球放送）
- 大森久美子
- 大八木文香（元四国放送）
- 落水七重（元エフエム宮崎→元Kiss-FM KOBE）
- 改野由佳（元日本海テレビ→テレビ愛知）
- 木下歌織（東京所属）
- 貴田みどり（東京所属）
- 斉藤直子
- 正司歌江（業務提携）
- 関明日香
- 中川愛海（ケイダッシュグループのアワーソングスクリエイティブに移籍）
- 中村直美（元長崎文化放送 → NHK長崎、ホリプロに移籍）
- 夏木唯子
- 西村裕美子（現：西村祐美 　テレビ愛媛、ジョイスタッフに移籍）
- 平尾由希（東京所属、元NHK-BS）
- 藤井志保（元NHK京都契約）
- 松岡由樹（業務提携・ゼロレンジ所属）
- 松本律子（元NHK前橋）
- 森麻緒
- 山本量子（2024年8月18日、癌のため死去、「eo光チャンネル」「銀シャリ橋本の○○WORLD」、初代アシスタント）
- 楪望（元広島ホームテレビ、元テレビ大阪）
- 李由美（東京所属）
- Risa